# 陳強 (實業家)
陳強（？—）是中國熔盛重工集團控股有限公司总裁、董事會主席、執行董事及首席執行官，是該集團創始人之一。

## 生平
1982年毕业于上海交通大學，获船舶動力機械學士學位。2002年獲哈爾濱工程大學船舶與海洋工程博士學位，并獲中歐國際工商學院工商管理碩士學位。2010年獲香港中文大學專業會計碩士學位。
陳強先後出任江南造船集團有限公司的總經理助理及副經理。曾任上海外高橋造船有限公司副總經理及董事會副主席兼總經理，並為該公司創始人之一。他於2004年加入中國熔盛重工，並於2010年10月24日獲委任為執行董事，2012年11月接替張志熔成為該集團董事會主席。
陳強為中國船舶工業行業協會副會長、上海造船工程學會理事會常務理事、江蘇省船舶與海洋工程高級專業技術資格評審會委員，亦為中國船級社理事及五大船級社DNV、ABS、GL、LR及BV技術委員，獲選中國國家級專家庫人才，被江蘇省政府選為「百名創業人才」之一。他於2011年獲選為江蘇省第四期「333高層次人才培養」的第一層次首席科學家。2010年，挪威知名船運雜誌「TradeWinds」將其列於「當今船運業最具影響力的百名人物(100 Most Influential People in Shipping Today)」第41名。2012年被英國權威海事報章「Lloyd's List」選為國際航運界100人之一。